# Гнилушка
Гнилушка (рос. Гнилушка) — річка в Житомирському та Звягельському районах Житомирської області. Ліва притока Жабричка.

## Опис
Довжина річки 15 км. Висота витоку річки над рівнем моря — 255 м; висота гирла над рівнем моря — 221 м; падіння річки — 34 м; похил річки — 2,27 м/км. Формується з 2 водойм і од 1 безіменного струмка. Площа басейну 35,1 км². Річку перетинає 1 газопровід.

## Розташування
Гнилушка бере свій початок на півночі від села Омильне. Тече на північний захід у межах сіл Промінь та Будисько. На схід від селища Полянка впадає в Жабричку, праву притоку річки Случ.